# Litigi d'amore
Litigi d'amore (The Upside of Anger) è un film del 2005 scritto e diretto da Mike Binder.

## Trama
Abbandonata dal marito, Terry Wolfmeyer deve fronteggiare da sola i problemi di una famiglia che conta ben quattro figlie. Sola e rabbiosa, trova sostegno nell'alcol e nel vicino di casa Denny, ex campione di baseball che si guadagna da vivere sfruttando la sua fama.
Denny pian piano diventa una parte importante nella vita della famiglia Wolfmeyer e fa breccia anche nella tormentata Terry. La prima figlia Hadley, al conseguimento della laurea annuncia di essere incinta e di voler sposare David, compagno di college che frequenta da tre anni ma che non ha mai presentato a sua madre. La prima reazione di questa è sopra le righe ma poi, a freddo, asseconda la volontà della figlia che dunque si sposa, dà alla luce un bambino e poi resta subito incinta una seconda volta.
La terza figlia Andy, grazie ad un'amicizia di Denny, comincia a lavorare in una radio di Detroit coronando le sue aspettative. Il fatto che la figlia sia soddisfatta e si faccia strada non basta a lenire la rabbia di Terry per aver visto la figlia a letto con il suo mentore, molto più anziano, e per vedere svanito il progetto di portare al college tutte le figlie.
Popeye, la più piccola, frequenta un liceo privato dove si innamora di un ragazzo che, nonostante le affinità intellettuali, non può ricambiarla: purtroppo è gay.
La seconda figlia, Emily, sogna da sempre di fare la ballerina e Terry, a differenza del padre, le dimostra di non credere in questo, sebbene lei stessa da ragazza avesse coltivato aspirazioni artistiche. La ragazza, forse causa stress, accusa poi gravi problemi di salute che finiscono per riavvicinarla moltissimo alla madre che, oltretutto, smette di bere.
Dopo degli screzi, Terry e Denny formano una coppia stabile e decidono di dare avvio a un progetto immobiliare comune, sul terreno vicino alla casa dei Wolfmeyer, che è anche stata la "scusa" con la quale è incominciata la loro frequentazione.
Alle prime operazioni sul terreno, un operaio scopre qualcosa in un vecchio pozzo semicoperto in un boschetto. È il corpo di Grey Wolfmeyer, probabilmente caduto accidentalmente durante un sopralluogo ed annegato senza che nessuno potesse accorgersi di niente. Terry constata quindi che il marito non l'ha abbandonata per la giovane segretaria, come lei ha sempre pensato e detto alle figlie, e alla rabbia si sostituisce il dolore.
Ma ora, con Denny, ha già formato una nuova famiglia, forte abbastanza da permettere a lei e alle figlie di guardare avanti con fiducia.

## Produzione

### Cast
Dane Christensen, che interpreta il giovane Gorden Reiner, di cui Popeye è innamorata, è il fratello minore di Erika Christensen che interpreta Andy.